# Махон, Лорен
Лорен Стейси Махон (род. 1985, Лондон) — британская активистка по борьбе с раком и основательница Girls vs Cancer, онлайн-сообщества, повышающего осведомлённость и поддерживающего больных раком. В 2019 году она была включена в список 100 женщин Би-би-си.

## Жизнь и карьера
В 2016 году у Махон был диагностирован рак груди третьей степени, и она думала, что умрёт, так как ошибочно восприняла свой диагноз как рак четвёртой стадии. Во время лечения она искала в Интернете людей с похожим заболеванием, но не смогла найти. Затем она создала блог Girls vs Cancer, где поделилась своим опытом борьбы с раком и создала футболки для повышения осведомлённости. Позже она стала соведущей подкаста BBC You, Me and the Big C («Ты, я и эта страшная буква „Р“»), где делилась своей историей рака в юмористической манере. После того, как соведущие Рэйчел Бланд и Дебора Джеймс умерли от рака в 2018 и 2022 годах соответственно, Махон стала единственной выжившей первоначальной ведущей подкаста. Махон вошла в 100 Women 2019 года.